# الن اوچوآ

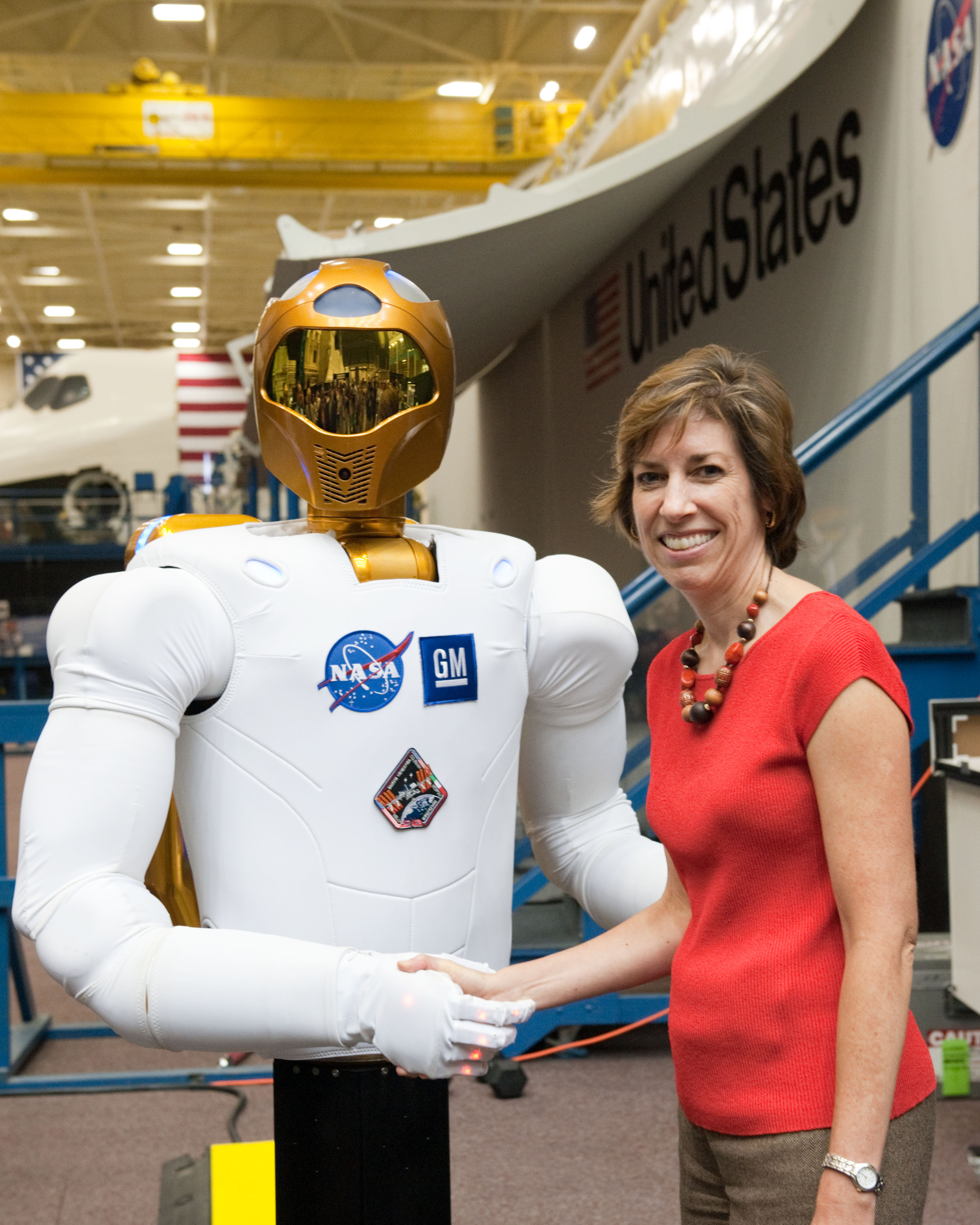
اوچوآ در کنار ربات انسانی دوبنات۲ در ۴ اوت ۲۰۱۰

الن لائوری اوچوآ (به انگلیسی: Ellen Lauri Ochoa) فضانورد اهل ایالات متحده آمریکا است که در ۱۰ مهٔ ۱۹۵۸ میلادی در لس آنجلس زاده شد. وی در مأموریت اس‌تی‌اس-۵۶، اس‌تی‌اس-۶۶، اس‌تی‌اس-۹۶، اس‌تی‌اس-۱۱۰ حضور داشته‌است.